# ライラの冒険 黄金の羅針盤
『ライラの冒険 黄金の羅針盤』（ライラのぼうけん おうごんのらしんばん、原題: The Golden Compass）は、2007年のアメリカ映画。イギリスの作家フィリップ・プルマン作の『ライラの冒険』シリーズの第1巻『黄金の羅針盤』を原作とする実写作品である。
日本ではギャガ・コミュニケーションズ・松竹の配給により2008年2月24日と25日に先行上映、3月1日に公開。
小道具の製作に、例えば羅針盤だけで実際の鍛冶部屋まで用意し非常に潤沢な予算をかけたものの、2008年10月、続編2作の制作について、制作会社は無期限で延長することを決定したとContactmusic.comが伝えた。この理由として当初は、世界的な金融危機の影響が指摘されていた。しかし2009年12月、制作会社から続編の制作について断念することが発表された。このときには理由として、北米カトリック連盟が「子供に対し無神論を奨励する映画だ」などとしてボイコット運動を展開したためとされ、原作者であるフィリップ・プルマンが遺憾の意を述べる事態となっている。

## スタッフ
- 監督・脚本：クリス・ワイツ
- 製作：デボラ・フォート、ビル・カラッロ
- 製作総指揮：トビー・エメリッヒ、マーク・オーデスキー、アイリーン・メイセル、アンドリュー・ミアノ、ポール・ワイツ、ボブ・シェイ、マイケル・リン
- 撮影：ヘンリー・ブラハム
- 衣装デザイン：ルース・マイヤーズ
- 編集：アン・V・コーツ、ピーター・ホーネス、ケヴィン・テント
- 音楽：アレクサンドル・デスプラ
- 特殊効果：アルペン・フィルムズ、シネサイト
- VFX：レインメーカー、リズム&ヒューズ・スタジオ、デジタル・ドメイン、ティペット・スタジオ
- 製作会社：ニュー・ライン・シネマ、スカラスティック・プロダクションズ、デプス・オブ・フィールド、インジーニアス・フィルム・パートナーズ、リズム・アンド・ヒューズ

## キャスト
| 役名                   | 俳優                                         | 日本語吹替 | 日本語吹替                                                                          | 日本語吹替 |
| 役名                   | 俳優                                         | 劇場公開版 | テレビ朝日版                                                                        |            |
| ---------------------- | -------------------------------------------- | --- | ----------------------------------------------------------------------------------- | ---------- |
| ライラ・ベラクア       | ダコタ・ブルー・リチャーズ                   | 西内まりや | 釘宮理恵                                                                            |            |
| アスリエル卿           | ダニエル・クレイグ                           | 東地宏樹 | 藤真秀                                                                              |            |
| マリサ・コールター     | ニコール・キッドマン                         | 山口智子 | 田中敦子                                                                            |            |
| セラフィナ・ペカーラ   | エヴァ・グリーン                             | 本田貴子 | 冬馬由美                                                                            |            |
| リー・スコーズビー     | サム・エリオット                             | 小林清志 | 山野史人                                                                            |            |
| ジョン・ファー         | ジム・カーター                               | 内海賢二 | 内海賢二                                                                            |            |
| ファーダー・コーラム   | トム・コートネイ                             | 麦人 | 納谷六朗                                                                            |            |
| ロジャー・パースロウ   | ベン・ウォーカー                             | 海鋒拓也 | 小林由美子                                                                          |            |
| ビリー・コスタ         | チャーリー・ロウ                             | 神谷涼太 | 竹内順子                                                                            |            |
| マ・コスタ             | クレア・ヒギンズ                             | 磯辺万沙子 | 片岡富枝                                                                            |            |
| 学長                   | ジャック・シェパード                         | 大木民夫 | 糸博                                                                                |            |
| 教会組織の幹部         | デレク・ジャコビ                             | 稲垣隆史 | 城山堅                                                                              |            |
| 教会組織の使者         | サイモン・マクバーニー                       | 牛山茂 | 青山穣                                                                              |            |
| 第一評議員             | クリストファー・リー                         | 藤本譲 | 真田五郎                                                                            |            |
| パンタライモン         | フレディ・ハイモア（声の出演）               | 成海璃子 | 水田わさび                                                                          |            |
| イオレク・バーニソン   | イアン・マッケラン（声の出演）               | 緒形拳 | 大塚明夫                                                                            |            |
| ラグナー・スタールソン | イアン・マクシェーン（声の出演）             | 磯部勉 | 大塚芳忠                                                                            |            |
| ステルマリア           | クリスティン・スコット・トーマス（声の出演） | 坂上みき | なし                                                                                |            |
| その他                 | N/A                                          | 堀越真己 冬馬由美 大滝寛 村治学 中博史 志村知幸 渡辺英雄 浦山迅 ふくまつ進紗 奈良徹 井上剛 近藤広務 宮本侑芽 戎怜菜 本城雄太郎 大久保祥太郎 杉本征哉 新井海人 赤池裕美子 やまだひさし 瀬尾淳 瀬尾由紀子 瀬尾航 浅野由美子 大久保寛 | 武田華 阿川りょう 成田紗矢香 高下三佳 橘凛 白熊寛嗣 櫛田泰道 奈良徹 里卓哉 高山春夫 |            |
|                        |                                              | |                                                                                     |            |
| 演出                   |                                              | 木村絵理子 | 鍛治谷功                                                                            |            |
| 翻訳                   |                                              | 杉田朋子 | 杉田朋子                                                                            |            |
| 翻訳監修               |                                              | 大久保寛 |                                                                                     |            |
| 録音・調整             |                                              | 吉田佳代子 オムニバス・ジャパン |                                                                                     |            |
| 制作                   |                                              | 東北新社 | 東北新社                                                                            |            |

- テレビ朝日版：初回放送2010年11月28日『日曜洋画劇場』
- 劇場公開版：初回放送2016年8月16日『午後のロードショー』

## 評価

### 興行収入
北米では3528館で上映されたが、初動成績が2610万ドルという結果であり、製作費（1億8000万ドル）を考慮すると、物足りない成績だった。しかし、北米以外の国では総興行収入3億ドル（2008年3月10日の時点で）のヒットとなっている。イギリスでは公開3日間の成績が約1490万ドル（約18億円）と『ナルニア国物語/第1章:ライオンと魔女』以上の成績である。
日本での初動成績は先行上映を含め、動員数70万9000人、興行収入8億2000万円だった。

### 賞歴
- アカデミー賞：アカデミー視覚効果賞
- 英国アカデミー賞：特殊視覚効果賞
- 全米美術監督組合賞：美術賞（ファンタジー部門）

## ゲーム
- 『ライラの冒険 黄金の羅針盤』のPS3用日本語版・DS用日本語版がセガから2008年3月27日発売。当初はWiiとPSPからも発売が予定されていたが、事情により発売中止となった。

## 関連イベント
- 東京ドームシティアトラクションズ・ラクーア

『ライラの冒険 黄金の羅針盤』